# 萨萨诺
萨萨诺（義大利語：Sassano），是意大利萨莱诺省的一个市镇。总面积47平方公里，人口5103人，人口密度108.6人/平方公里（2009年）。ISTAT代码为065136。